# Dryopsophus piperatus
Espèce
Synonymes
- Litoria piperata Tyler & Davies, 1985

Statut de conservation UICN

DD : Données insuffisantes
Dryopsophus piperatus  est une espèce d'amphibiens de la famille des Pelodryadidae.

## Répartition

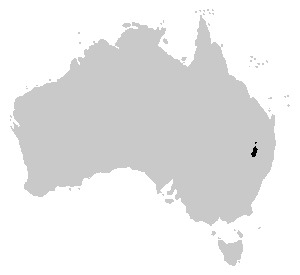
Distribution de Litoria piperata

Cette espèce est endémique du Nord de la Nouvelle-Galles du Sud en Australie. Elle se rencontre entre 800 et 1 120 m d'altitude dans cinq cours d'eau s'écoulant de l'Est des Northern Tablelands du parc national de Gibraltar Range à Armidale,.

## Description
Les mâles mesurent de 20 à 27 mm et les femelles de 24 à 31 mm.

## Publication originale
- Tyler & Davies, 1985 : A New Species of Litoria (Anura: Hylidae) from New South Wales, Australia. Copeia, vol. 1985, no 1, p. 145-149.